# Paul Janssen
Pour les articles homonymes, voir Janssen.
Paul Adriaan Johannes, baron Janssen, né le 12 septembre 1926 à Turnhout et mort le 11 novembre 2003 à Rome, est un chimiste et pharmacologue belge inventeur de nombreux médicaments de premier plan : Miconazole (Daktarin), Itraconazole (Sporanox), Fentanyl, Lopéramide (Imodium), Dompéridone (Motilium), Halopéridol (Haldol). Il est notamment le créateur de la série des butyrophénones, substances neuroleptiques à effet antipsychotique, dont la plus célèbre est l'halopéridol, et de la série des analgésiques opioïdes Fentanyl (Fentanyl, Durogesic), Carfentanil (Wildnil), Sufentanil (Sufenta) et Alfentanil (Rapifen).
Paul Janssen a consacré sa vie à découvrir et à développer de nouveaux médicaments répondant aux besoins médicaux encore insatisfaits de millions de personnes. Son credo était : « Nombre de maladies sont encore sans remède, à nous de développer le bon médicament. »
En 2005, sa notoriété auprès des Belges lui valut l'un des titres de De Grootste Belg.
Actuellement, 8 médicaments de Janssen figurent sur la liste modèle des médicaments essentiels de l'Organisation Mondiale de la Santé (OMS).

## Biographie
Paul est l'aîné des 4 enfants du docteur Constant Janssen. En 1934, sa sœur cadette décède de la méningite tuberculeuse, un événement qui marquera sa vie et décidera de sa vocation. 
Il poursuit ses études au collège Saint-Joseph de Turnhout, puis aux FUNDP (aujourd'hui Université de Namur) et enfin il étudie la médecine à l'Université catholique de Louvain. 
Il a  fondé Janssen Pharmaceutica S.A. en 1953 qui depuis 1961 fait partie du groupe Johnson & Johnson. 
Le 1er juillet 1957, il épouse Dora Arts qui va constituer la collection d'art précolombien Paul et Dora Janssen. 
Paul Janssen est décédé inopinément à l’âge de 77 ans alors qu’il participait à une conférence scientifique à Rome. 

## Distinctions
- Il fut élevé au rang de baron par le roi Baudouin en 1990.
- Il a reçu 22 doctorats honoris causa, notamment l'université d'Anvers (1992)[3].
- Il a reçu le prix CINP-Pfizer Pionniers de la Psychopharmacologie en 2000[4].
- Il a obtenu la deuxième place dans l'élection du plus grand Belge en 2005.
- Membre de l'Académie Royale de Médecine de Belgique.
- Membre de l'Académie Pontificale des Sciences.
- Membre de l'Académie Nationale de Médecine (France).

## Sources et références
1. ↑  belgium.be Portail fédéral belge
2. ↑  Paul J. Lewi (2008). La conception de médicaments avec le Dr. Paul Janssen, Turnhout.
3. ↑  « Honorary degrees 1990s | Honorary degrees | University of Antwerp », sur www.uantwerpen.be (consulté le 11 juillet 2025)
4. ↑  PR Newswire Europe Ltd.